# Fear Dark
Fear Dark war ein Metal-Label aus den Niederlanden, das 1998 gegründet wurde und seit 2008 nicht mehr publiziert. Das Label führte Metal-Bands der extremen Spielarten. Im Jahre 2002 begannen sie zusätzlich mit der Organisation von Metal-Festivals, die in den Niederlanden und in Deutschland stattfinden. Das Label führt in der Mehrzahl Bands, die dem christlichen Metal zuzuordnen sind.

## Fear Dark Festival
Das Label veranstaltet zudem seit 2006 jährlich stattfindende Touren unter dem Namen „Fear Dark Festival“, welche in diversen zentraleuropäischen Städten Station machen. Neben eigenen Bands treten dort auch labelfremde Gruppen der säkularen und christlichen Metalszene auf. Trotz dem Ende des Labels werden die Touren noch weitergeführt.

## Bands
- Antestor (NOR, Vertrieb in Benelux-Staaten)
- Slechtvalk (NL)
- Morphia (NL)
- Immortal Souls (FIN, bis Album „Once Upon A Time In The North“)
- Sympathy (CN)
- Kekal (Indonesien)
- Eluveitie (CH, bis Album „Spirit“)
- Royal Anguish (USA)
- Taketh (SWE)